# Mycalesis micromede
Mycalesis micromede är en fjärilsart som beskrevs av Hans Fruhstorfer 1900. Mycalesis micromede ingår i släktet Mycalesis och familjen praktfjärilar. Inga underarter finns listade i Catalogue of Life.